# Смоленський повіт (Російська імперія)
Смоленський пові́т (рос. Смоленский уезд) — історична адміністративно-територіальна одиниця у складі Смоленської губернії Російської імперії. Повітовий центр — місто Смоленськ. 

## Історія
Повіт утворено 1708 року під час адміністративної реформи імператора Петра I у складі Смоленської губернії. 
- У 1713 р. — губернія була скасована й повіт віднесено до Ризької губернії.

- У 1726 р. — повернуто до складу відновленої Смоленської губернії.

- З 1775 по 1796 роки — у складі Смоленського намісництва.

- З 1796 р. — у складі відновленої Смоленської губернії.

Остаточно ліквідований 1929 року за новим адміністративно-територіальним розмежуванням.

## Населення
За даними перепису 1897 року в повіті проживало 145 155 осіб (73 872 чоловіки та 71 283 — жінки). У губернському місті Смоленську мешкало 46 699 осіб.

## Адміністративний поділ
На 1913 рік повіт поділявся на 11 волостей:
- Білоруцька;
- Богородицька
- Владимирська;
- Катинська;
- Корохоткинська;
- Кощинська;
- Лабковська;
- Прудковська;
- Спаська;
- Хохловська;
- Цуриковська.